# 台湾社会工作专业人员协会
台湾社会工作专业人员协会（Taiwan Association of Social Workers，简称TASW）是一个致力于推动社会工作专业发展和维护社会工作人员权益的组织。TASW成立于1988年，是台湾社会工作专业最具代表性的团体。